# Serpocaulon latipes
Serpocaulon latipes là một loài thực vật có mạch trong họ Polypodiaceae. Loài này được (Langsd. & L. Fisch.) A.R. Sm. mô tả khoa học đầu tiên năm 2006.